# ヒューマンホールディングス
ヒューマンホールディングス株式会社（英文表記：Human Holdings Co., Ltd.）は、教育事業のヒューマンアカデミー、人材事業のヒューマンリソシア、介護事業のヒューマンライフケアなどを傘下に持つ持株会社。本社は、東京都新宿区。
グループでは、２つのプロスポーツチーム（プロバスケットボール「大阪エヴェッサ」、プロeスポーツ「Human Academy CREST GAMING」）を運営。

## 概要
ヒューマンホールディングス株式会社は、ザ・ヒューマン株式会社とヒューマン・タッチ株式会社（現 ヒューマンリソシア株式会社）の共同株式移転により、2002年8月に設立。2004年10月にジャスダックに上場した。現在グループの事業は、教育事業を中心に、人材事業、介護事業、保育事業、美容関連事業、スポーツ事業、IT事業と多岐に渡り、連結子会社11社を有する。
1985年4月に大阪市で大学進学予備校「日本進研ゼミナール」（1986年4月ヒューマン・キャンパスに変更）の開校と、その運営母体である教育未来社（1986年3月にザ・ヒューマン株式会社に商号変更）の設立からスタート。1988年に人材派遣企業であるヒューマン・タッチ株式会社（現・ヒューマンリソシア）を設立。2002年5月に本部を大阪から東京に移し、同年8月に持株会社・ヒューマンホールディングスを設立。

### 沿革
- 2002年 - ヒューマン・タッチ株式会社（現・ヒューマンリソシア）とザ・ヒューマン株式会社（後の（旧）ヒューマンアカデミー）による株式移転により設立。
- 2003年 - 中国・上海市において、上海修曼人才有限公司を設立。
- 2004年 - ジャスダックへ上場。
- 2005年 - ヒューマンスポーツエンタテインメント株式会社（現・ヒューマンプランニング株式会社）を設立。
- 2006年 - ダッシングディバインターナショナル株式会社を設立。
- 2007年 - 中国・上海市において、修曼（上海）商務諮詢有限公司を設立。
- 2009年 - 子会社のヒューマンリソシア株式会社が、（旧）ヒューマンアカデミー株式会社、ヒューマンビジネスサービス株式会社、ヒューマックス株式会社の3社を吸収合併。
- 2010年 - 子会社のヒューマンリソシア株式会社が、教育事業を（新）ヒューマンアカデミー株式会社に、介護事業をヒューマンライフケア株式会社に、インターネット関連事業等をヒューマンインキュベーション株式会社（現・ヒューマングローバルタレント）に、それぞれ吸収分割。
- 2012年 - ヒューマンタッチ株式会社、ヒューマンメディカルケア株式会社、産経ヒューマンラーニング株式会社を設立。
- 2013年 - タイにおいて、Human Digicrafts (Thailand) Co., Ltd.（現・Human Digicraft Manpower (Thailand) Co., Ltd.）、Human International Investment Co., Ltd.を設立。
- 2014年 - フランスにおいて、Human Academy Europe SASを設立。
- 2016年 - ダイレクトワン株式会社（現・ヒューマンデジタルコンサルタンツ株式会社）を子会社化。インドネシアにおいて「PT. Human Mandiri Indonesia」を設立
- 2017年 - カナダの「IH CAREER COLLEGE INC.」「NET-PACIFIC COORDINATIONS, INC.」「INTERNATIONAL HOUSE VANCOUVER MODERN LANGUAGES INC.」を子会社化。ベトナムにおいて「HOA LAM NHAN VAN CONSULTANCY INVESTMENT COMPANY LIMITED」を設立。アメリカの「NET PACIFIC GROUP」を子会社化
- 2018年 - タイにおいて「Human Digicraft (Thailand) Co., Ltd.」を設立。インドネシアの「PT. HUMAN CITA ANANDA」にて保育事業運営を開始
- 2019年 - フィリピンにおいて「Magsaysay Human Language Institute Corp.」（合弁企業）を設立。
- 2021年 - ヒューマンタッチ株式会社が、事業の全部をヒューマンリソシア株式会社に事業譲渡
- 2022年4月 - 東京証券取引所の市場区分の見直しにより、東京証券取引所のJASDAQ（スタンダード）からスタンダード市場に移行
- 2022年12月 - ヒューマンリソシア株式会社が、株式会社エフ・ビー・エス（現・連結子会社）の全株式を取得

## ヒューマンアカデミー株式会社
ヒューマンアカデミー株式会社は、東京都新宿区に本社を置く、ヒューマンホールディングスの傘下にある教育関連の企業。1985年に創業。教育・人材・介護・その他事業で構成されるヒューマングループの中核である教育事業を担っている。札幌から那覇まで全国に事業を拡大しており、19都道府県に48校舎を展開。修了生・卒業生の数は142万名以上となる。全日制教育事業、社会人教育事業、国際人教育事業、児童教育事業を中心に、その他事業も幅広く展開している。また、中等教育機関であるヒューマンキャンパス高等学校とも連携し、青少年の夢の実現の支援も行なっている。
事業内容 
全日制教育事業「総合学園ヒューマンアカデミー」
1995年に開校し、全国18校舎で16のカレッジを展開。
社会人教育事業「ヒューマンアカデミー」
ビジネス系の資格や技術を習得するスクールで、全国23校舎。通学講座以外にも通信講座（たのまな、MANACショップ、ライフスタイルクラブ等）もあり、インターネット環境でのオンラインスクールも取り入れている。
国際人教育事業
「ヒューマン国際大学機構」 - 留学準備教育を英語で行う教育機関で、東京と大阪に校舎がある。アメリカ、カナダ、イギリス、オーストラリアなどにある約80校の大学と提携している。
「ヒューマンアカデミー日本語学校」 - 1987年に外国人留学生向けの日本語学校として大阪で開校。東京、佐賀にも校舎がある。
児童教育事業「ヒューマンアカデミージュニア」
子ども向けロボット教室、理科実験教室、プログラミング教室、さんすう教室などのSTEAM教育を展開している。「ヒューマンアカデミーロボット教室」は、ロボットクリエイター高橋智隆氏がアドバイザーでフランチャイズ形式で日本全国に1,500教室がある
その他にも英語教室、学童教室なども展開している。
保育事業「ヒューマンアカデミー保育園」
認可保育所および東京都認証保育所を運営。
その他事業
カルチャースクールや語学留学、オンライン英会話がある。法人向けには、人材育成支援や英語研修、語学留学研修、翻訳・通訳サービスなどを行っている。大学・高校・専門学校などへは、資格取得講座やキャリア形成講座、官公庁・自治体向けには、職業訓練や就労支援などを行っている。

### 沿革
- 1985年（昭和60年）4月 - 株式会社教育未来社として設立[2]
- 1986年（昭和61年）3月 - ザ・ヒューマン株式会社に商号変更[2]
- 2002年（平成14年）5月 - 本社を大阪から東京に移転
- 2002年（平成14年）8月 - ヒューマン・タッチ株式会社（現・ヒューマンリソシア）との株式移転により持株会社ヒューマンホールディングスを設立[2]。
- 2003年（平成15年）11月 - ヒューマンアカデミー株式会社に商号変更[2]
- 2004年（平成16年）10月 - ヒューマンホールディングスがジャスダックに上場[2]
- 2009年（平成21年）1月 - ヒューマンリソシア株式会社により吸収合併され、法人としては解散[2]
- 2010年（平成22年）4月 - 新法人としてヒューマンアカデミー株式会社を設立[2]
- 2010年（平成22年）7月 - ヒューマンリソシア株式会社から吸収分割により、教育事業を承継[2]
- 2011年（平成23年）4月　チャイルドマインダー養成講座が、日本で初めてBTECに認定[2][信頼性要検証]
- 2011年（平成23年）7月 - 「ISO29990:2010」の認証を取得[2]
- 2013年（平成25年）11月 - ヒューマンエヌディー株式会社を吸収合併[2]
- 2014年（平成26年）7月 - 「ISO29991:2014」の認証を取得[2]
- 2014年（平成26年）10月 - クデイラアンド・アソシエイト株式会社（現・ヒューマングローバルコミュニケーションズ株式会社）を子会社化[2]
- 2014年（平成26年）11月 - フランスにおいてHuman Academy Europe SASを設立[2]
- 2015年（平成27年）3月 - 株式会社みつば（現・ヒューマンスターチャイルド株式会社）を子会社化[2]
- 2017年（平成29年）4月 - クデイラアンド・アソシエイト株式会社をヒューマングローバルコミュニケーションズ株式会社へ商号変更。株式会社みつばをヒューマンスターチャイルド株式会社へ商号変更。

### 特徴
- 教育サービスを行う組織における品質向上目的とした国際規格ISO299990を、2010年に日本で初めて資格取得スクール・生涯学習提供機関において取得。[要出典]また、語学学習サービスに特化した国際規格ISO29991も、日本で初めて2014年にグローバル教育機関（ヒューマン国際大学機構・ヒューマンアカデミー日本語学校）において取得した。[要出典]
- 「チャイルドマインダー養成講座」と「MBAプログラムat HABS」がイギリスの国家職業資格の認定を行うBETCに認定された。特に「チャイルドマインダー養成講座」は日本で初めて認定スクールとなった。[要出典]
- 子ども向けの「ヒューマンアカデミー ロボット教室」は、ロボットクリエイターの高橋智隆がアドバイザーを務めている。また、フランチャイズ形式で日本全国に展開しており、教室数は約1300教室、生徒数は約22,000人。日本最大規模のロボット教室である。

## ヒューマンリソシア株式会社

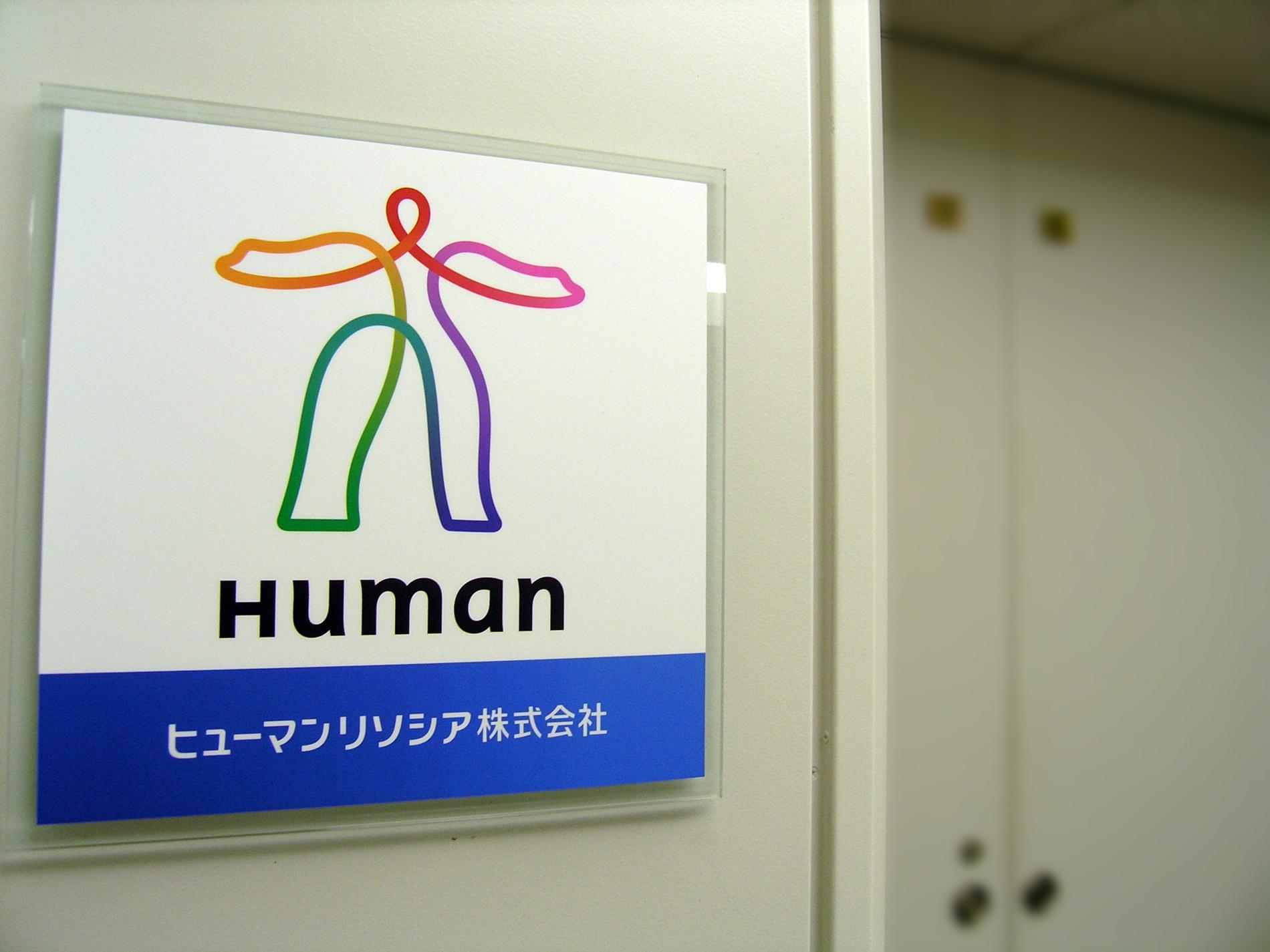
本社（西新宿プライムスクエア）

ヒューマンリソシア株式会社（英文表記：Human Resocia Co., Ltd.）は、東京都新宿区に本社を持つ労働者派遣会社。
ヒューマンホールディングス傘下における中核企業で、人材派遣、人材紹介、業務委託の事業を行う総合人材サービス企業。建築専門職の派遣・人材紹介、エンジニア（技術者）派遣、海外ITエンジニア派遣、紹介予定派遣、民間企業、行政・自治体、医療機関の業務受託、RPAなどのITソリューション導入支援およびコンサルティングなど多角的に人材に関するサービスを提供。
拠点
北海道支社、東北支社、盛岡支店、新潟支店、茨城支店、宇都宮支店、前橋支店、さいたま支社、千葉支社、東京本社、新宿支社（新宿登録センター）、銀座支社、神奈川支社、金沢支店、静岡支店、静岡支社（浜松）、名古屋支社、豊田支店、京都支店、大阪本社、梅田支社（梅田登録センター）、神戸支社、岡山支店、中国支社（広島）、福岡支社、熊本支店、鹿児島支店、那覇支店、チャレンジドオフィスお台場・神戸、RPAトレーニングセンター（札幌・仙台・新宿・高田馬場・名古屋・心斎橋・広島・福岡・那覇）

### 沿革
- 1988年 - ヒューマン・タッチ株式会社として設立。
- 1989年 - 労働者派遣事業・有料職業紹介事業を大阪で開始。同年には東京に進出。
- 2002年 - ザ・ヒューマン株式会社（後のヒューマンアカデミー）とともに株式移転により、ヒューマンホールディングスを設立し、同社の子会社化。
- 2003年 - 介護事業をザ・ヒューマン株式会社より譲受、人材関連事業としてアウトソーシング事業を開始。
- 2003年 - 社名をヒューマン・タッチ株式会社よりヒューマンリソシア株式会社に改称。
- 2006年 - プライバシーマーク認証取得、ヒューマンエンジニアリング株式会社を吸収合併。
- 2009年 - （旧）ヒューマンアカデミー株式会社、ヒューマンビジネスサービス株式会社、ヒューマックス株式会社の3社を吸収合併。
- 2010年 - 教育事業を（新）ヒューマンアカデミー株式会社に、介護事業をヒューマンライフケア株式会社に、インターネット関連事業等をヒューマンインキュベーション株式会社（現・ダイジョブ・グローバルリクルーティング）に、それぞれ吸収分割。
- 2012年 - 「ISO9001:2008」の認証を取得。
- 2012年 - ヒューマンリソシア株式会社からヒューマンタッチ株式会社、ヒューマンメディカルケア株式会社が分社。
- 2015年 - ヒューマンメディカルケア株式会社より全事業を譲受。
- 2016年 - 優良派遣事業者認定取得、海外ITエンジニア派遣（GIT)事業を開始。
- 2017年 - RPA（ロボティックス・プロセス・オートメーション）事業を開始。
- 2021年 - ヒューマンタッチ株式会社より全事業を譲受。
- 2021年 - 株式会社エフ・ビー・エスの株式を取得し、子会社化。

## ヒューマンライフケア株式会社
ヒューマンライフケア株式会社は、東京都新宿区に本社を置く、介護・介護教育・保育事業を展開。ヒューマンホールディングス株式会社の子会社。
介護事業は全国15都道府県に175事業所を展開。保育事業は首都圏を中心に認可および東京都認証保育所を合計8園運営。この他、法人・団体及び外国人に向け各種講座・研修・教育プログラムを提供する介護教育事業、特定技能登録支援事業を行っている。「日経MJ」2021年10月22日号「サービス業調査　在宅（訪問）福祉サービス」部門の売上高ランキングでは第13位となっている（有料老人ホームを含む）。
介護事業
デイサービス（通所介護）、訪問介護、小規模多機能型居宅介護などの在宅系介護サービスと、介護付有料老人ホーム、グループホームなどの施設系介護サービス、および居宅介護支援事業所、訪問看護事業所などを運営している。
介護教育事業
法人・団体を対象に、介護に関する各種講座・研修プログラムを提供するほか、外国人介護人材に向けた教育、さらに千葉県流山市にて外国人技能実習生向け研修施設「ヒューマンライフケア流山国際研修センター」を運営している。
特定技能登録支援事業
日本国内に在住する留学生や外国人就業者に向け、「特定技能」への在留資格変更手続や、介護・日本語に関する教育プログラムの提供などを行っている。

## その他のグループ企業・関連法人
- ヒューマンスターチャイルド株式会社（保育事業）
- ヒューマングローバルタレント株式会社（バイリンガル人材に特化した転職情報サイトDaijob.comを運営）
- ヒューマンプランニング株式会社（B.LEAGUE B1・大阪エヴェッサの運営会社）
- ダッシングディバインターナショナル株式会社（ネイル関連）
- 産経ヒューマンラーニング株式会社（語学教育）
- ヒューマングローバルコミュニケーションズ株式会社（英語研修、英文添削、翻訳通訳）
- ヒューマンデジタルコンサルタンツ株式会社（IT事業）
- 学校法人佐藤学園 （ヒューマンキャンパス高等学校を運営）